# Łotów
Łotów – wieś w Polsce położona w województwie lubelskim, w powiecie hrubieszowskim, w gminie Werbkowice.
W latach 1975–1998 miejscowość administracyjnie należała do województwa zamojskiego. 
Wieś stanowi sołectwo gminy Werbkowice. Według Narodowego Spisu Powszechnego (III 2011 r.) liczyła 50 mieszkańców i była najmniejszą miejscowością gminy.
Wierni Kościoła rzymskokatolickiego należą do parafii św. Jana Chrzciciela w Hostynnem.